# Plaça de Trafalgar
La plaça de Trafalgar és una plaça pública de la ciutat de Badalona, al barri de Llefià.

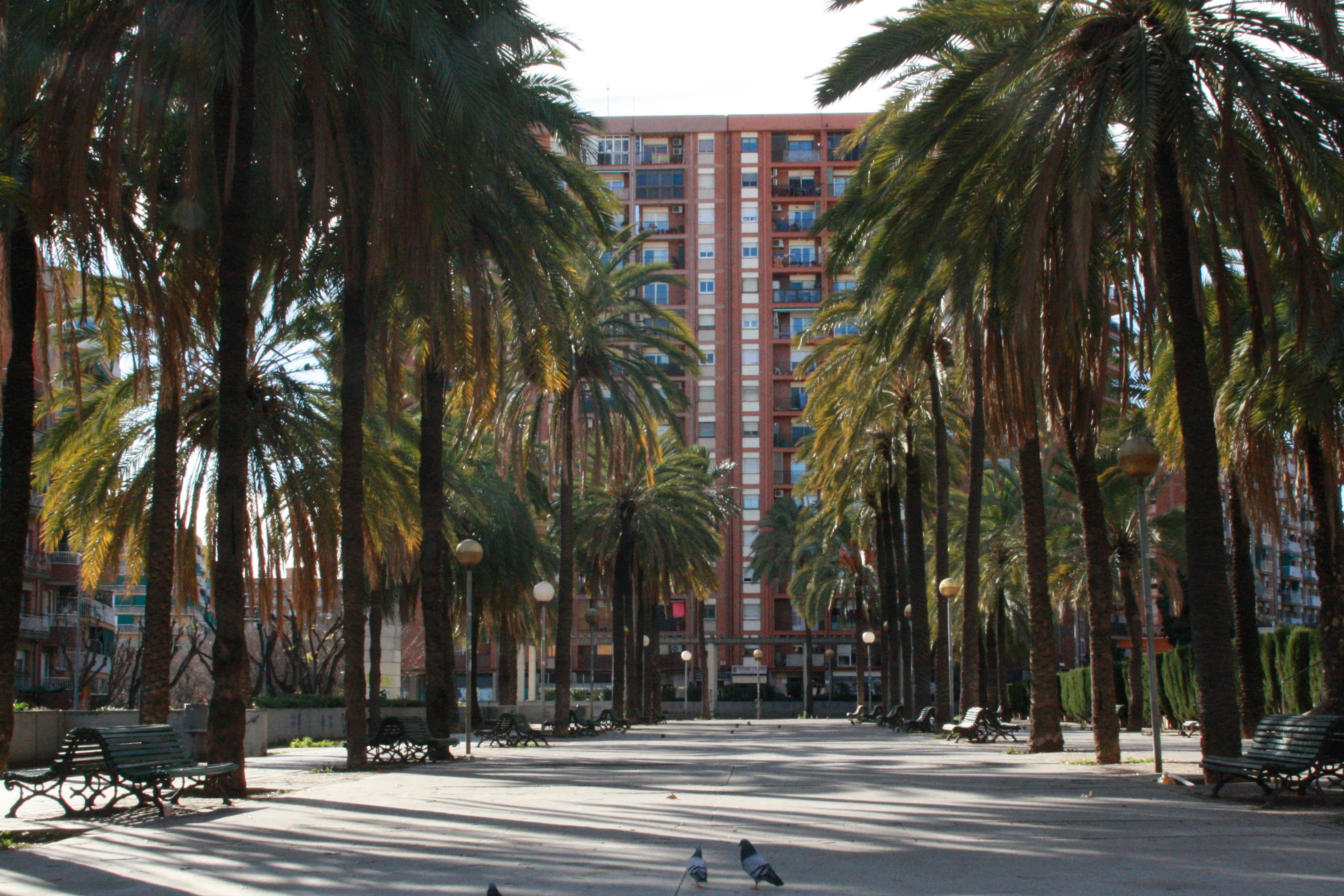
Bancs i palmeres a la banda sud de la plaça

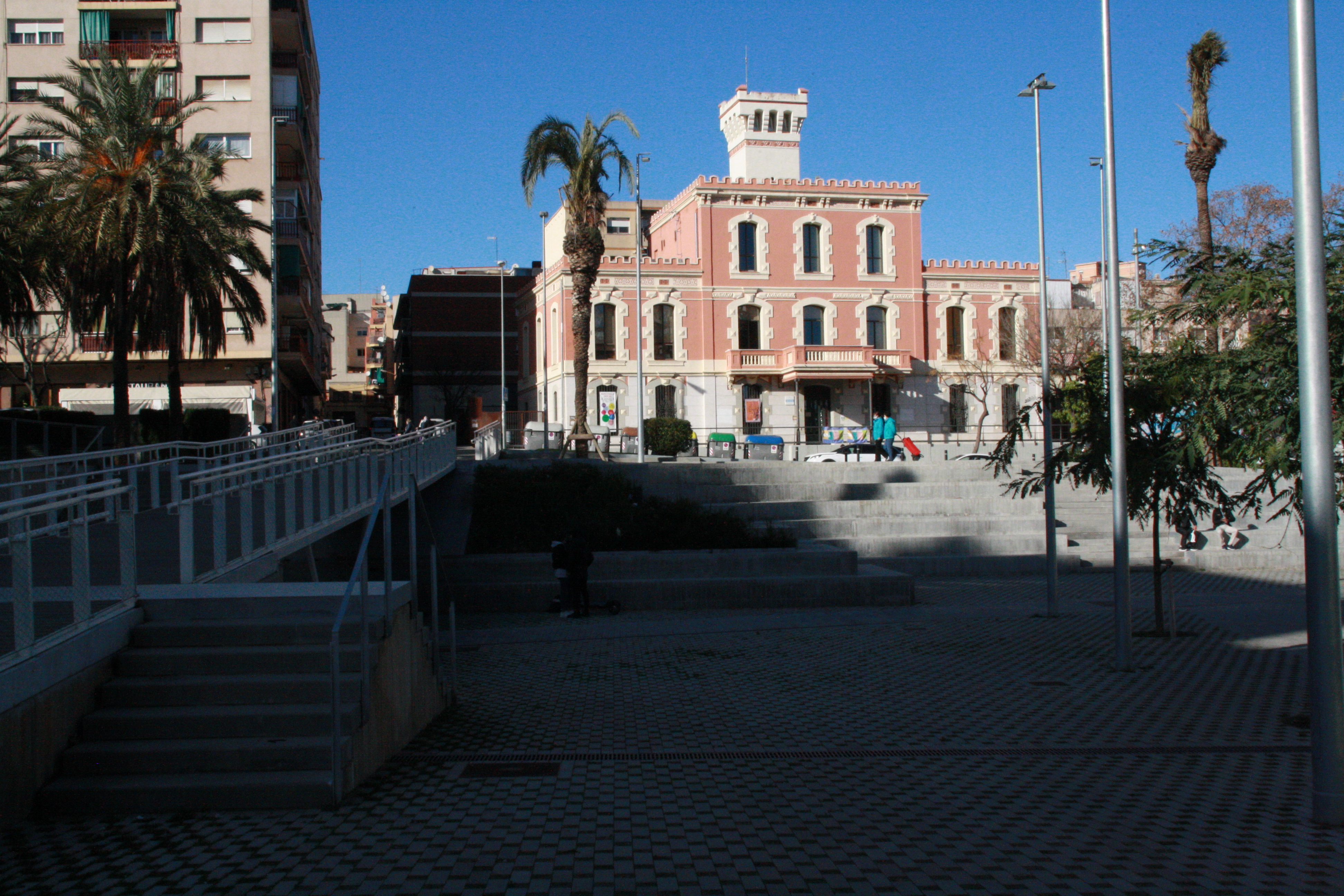
Torre Mena; grada i passera construïdes a les reformes de 2019-2020

Ubicada als barris de Sant Antoni i Sant Mori de Llefià, va rebre el seu nom el 7 de desembre de 1973 fent referència al cap Trafalgar, a la província de Cadis, on es va lliurar la coneguda batalla entre espanyols i britànics el 1805. A una banda de la plaça hi ha la Torre Mena, una dels pocs elements patrimonials de la zona. És una casa d'estil colonial datada el 1880, que havia estat construïda sobre una altra més antiga, i que va ser seu de la Ràdio Miramar.
Fou objecte de greus enfrontaments polítics i veïnals l'any 1986 a causa de la construcció d'un dels vials que l'envolta. La lluita va ser anomenada popularment com l'«altra batalla de Trafalgar», s'exigia que el vial se soterrés, un projecte inviable per al govern del moment, encapçalat pel socialista Joan Blanch. Cal dir, que a la banda dels veïns hi havia el PSUC, que recentment havia trencat pacte amb el PSC. Així, durant dos mesos. cada dia polítics i veïns es concentraven a la plaça per evitar que les obres del carrer avancessin, fins i tot hi hagué alguns episodis violents entre manifestants i agents de policia. Molts veïns eren militants de partits, en un moment en què les associacions de veïns també estaven molt polititzades. Finalment, després de llargues reunions s'optà per donar suport al projecte al vial.
El 2009 s'enderrocà el pont que comunicava la plaça amb l'altra banda del vial construït el 1986.
Durant els anys 2019 i 2020 s'hi van fer unes reformes per millorar l'accessibilitat, resolent el desnivell amb l'avinguda del Marquès de Sant Mori mitjançant una grada i una passera. També s'hi van afegir parts enjardinades.